# Enric I de Borgonya
Enric I de Borgonya o Otó-Enric de París (946 - 1002) fou duc de Borgonya (965- 1002) i suposat comte de Nevers vers 956 a 980 i d'Auxerre vers 996-1002. Fill d'Hug el Gran, comte de París i germà per tant d'Hug Capet, primer rei de França de la dinastia Capet, així com d'Otó I de Borgonya. A la mort del seu germà Otó, Enric fou nomenat duc de Borgonya, per la mort sense descendents legítims d'aquell. Es casà el 972 amb Gerberga de Châlon, vídua d'Adalbert II d'Itàlia. D'aquesta unió no tingueren fills, però Enric I de Borgonya adoptà el fill d'aquesta, Otó-Guillem de Borgonya (962-1026), duc de Borgonya. El 992 es tornà a casar amb Garsenda de Gascunya, d'aquesta unió però no tingueren fills coneguts.
Va morir el 1102 a Palestina poc després d'acabar la Primera Croada deixant dos possibles hereus: el seu nebot Robert II de França i el seu fillastre Otó Guillem de Borgonya, vassall de l'emperador del Sacre Germànic, a qui Enric havia adoptat i nomenat el seu hereu. Els dos es van enfrontar en una guerra civil que va guanyar Robert.